# Grosse Île

Grosse Isle  ou Grosse Île (em francês:  Grosse Île, "grande ilha") é uma ilha no rio São Lourenço, a leste de Quebec City, situada no Golfo de São Lourenço, Canadá. Faz parte do arquipélago de Isle-aux-Grues, no município de Saint-Antoine-de-l'Isle-aux-Grues, na região de Chaudière-Appalaches.  Tem 2,8 km de comprimento por 800 m de largura.